# Krym (tỉnh)
Tỉnh Krym (tiếng Ukraina: Кримська область Kryms’ka oblast’ ; tiếng Nga: Крымская область Krymskaya oblast’ ; tiếng Tatar Krym: Qırım vilâyeti) là một tỉnh thuộc nước Nga Xô viết (1945–1954) và CHXHCNXV Ukraina (1954–1991) nằm trong Liên Xô. Thủ phủ của tỉnh là thành phố Simferopol.

## Lịch sử
Tỉnh Krym thay thế Krym ASSR vào ngày 30 tháng 6 năm 1945.
Tỉnh được chuyển giao từ CHXHCNXV Liên bang Nga cho CHXHCNXV Ukraina vào ngày 19 tháng 2 năm 1954.
Sevastopol là một thành phố bị đóng cửa nhờ vai trò hải cảng của Hạm đội Biển Đen và chỉ được nhập vào tỉnh Krym từ năm 1978.
Sau một cuộc trưng cầu dân ý ngày 20 tháng 1 năm 1991, tỉnh được trả lại địa vị của một nước Cộng hòa Xã hội chủ nghĩa Xô viết tự trị Krym vào ngày 12 tháng 2 năm 1991 bởi Xô viết Tối cao CHXHCNXV Ukraina.
Vào năm 1992, nước cộng hòa xã hội chủ nghĩa tự trị trở thành Cộng hòa Tự trị Krym thuộc Ukraina. Tuy nhiên Sevastopol, do ý nghĩa chiến lược đối với Hạm đội Biển Đen của Nga, vẫn là đối tượng tranh chấp của Ukraina và Nga cho tới năm 1997, thời điểm hai quốc gia đồng ý coi thành phố là "thành phố với địa vị đặc biệt" thuộc Ukraina.